# بالون الستراتوسفير في مالطا 2021

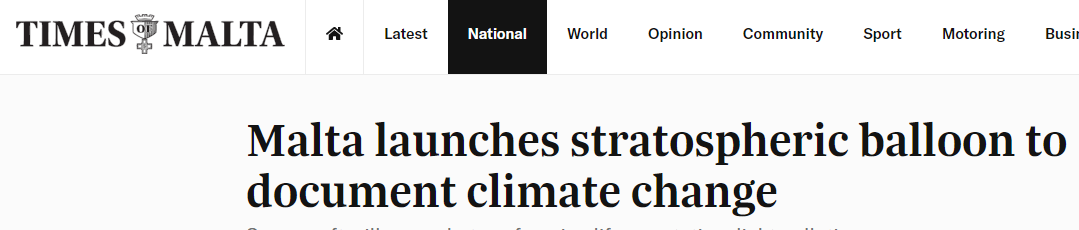
ذكرت صحيفة تايمز أوف مالطا بشكل مضلل أن البالون سيكون منطادًا فضائيًا، على الرغم من أن هدفه يقل بمقدار 63 كيلومترًا عن المساحة الفعلية.

بالون الستراتوسفير في مالطا 2021 Stratospheric Balloon عبارة عن منطاد للطقس العلوي من الغلاف الجوي في الستراتوسفير تم إطلاقه في 13 أغسطس 2021 من مجمع إيسبلورا في جزيرة مالطا. ذكرت حملة إعلانية كاذبة قبل الإطلاق أن البالون سيكون «منطادًا فضائيًا»  على الرغم من حقيقة أن منطاد الستراتوسفير قد ارتفع فقط إلى 37 كيلومتر (23 ميل)، 63 كيلومتر (39 ميل) قصيرة من خط كارمان. نجح الإطلاق في إطلاق سابق فاشل انفصل فيه البالون عن حمولته الحسية بسبب اختلال توازن القوى المؤثرة على البالون.